# CF Brăila în sezonul 1983-1984

## Echipă
| Nr. |         | Poziție | Jucător            |
| --- | ------- | ------- | ------------------ |
| -   | România | P       | Șerban Trofin      |
| -   | România | F       | Ilie Trifina       |
| -   | România | F       | Ionel Moroianu     |
| -   | România | F       | Vasile Darie       |
| -   | România | F       | Alexandru Drogeanu |
| -   | România | F       | Stelian Coman      |
| -   | România | F       | Mihai Chiriță      |
| -   | România | F       | Eugen Frâncu       |
| -   | România | F       | Ionel Panțuru      |
| -   | România | M       | Nicu Pârlog        |
| -   | România | M       | Aurel Marin        |
| -   | România | M       | Gheorghe Cațaros   |
| -   | România | M       | Ionel Iuga         |
| -   | România | M       | Adrian Petrache    |
| -   | România | M       | Ionel Drăgoi       |
| -   | România | M       | Niță Cireașă       |

## Transferuri

### Sosiri
| Post | Jucător | De la echipa | Sumă de transfer | Dată |  | ---- |
| ---- | ------- | ------------ | ---------------- | ---- |  | ---- |

### Plecări
| Post | Jucător          | De la echipa       | Sumă de transfer  | Dată |  | ---- |
| ---- | ---------------- | ------------------ | ----------------- | ---- |  | ---- |
| M    | Gheorghe Cațaros | Universitatea Cluj | liber de contract | -    |  |      |
| F    | Ionel Moroianu   | Petrolul Brăila    | liber de contract | -    |  |      |